# Alfons Rodríguez (1533–1617)
Alfons Rodríguez, właściwie hiszp. Alonso Rodríguez (ur. 25 lipca 1531 w Segowii, zm. 31 października 1617 w Palma de Mallorca) – hiszpański jezuita (SJ), furtian, jeden z największych mistyków zakonnych, asceta, święty Kościoła katolickiego.

## Życiorys
Urodził się, jako syn zamożnego kupca Diego (Jakuba) Rodrígueza i Marii Gómez w Segowii 25 lipca 1533 roku. Do pierwszej spowiedzi i Komunii Świętej przygotowywał go jezuita św. Piotr Faber. Po skończeniu szkoły przez rok studiował u jezuitów w Alkali koło Madrytu, ale po śmierci ojca wrócił do Segowii, by zająć się rodzinnym przedsiębiorstwem. W 1560 roku ożenił się z Marią Suarez, z którą miał dwójkę dzieci. 7 lat później zmarła mu żona, a wkrótce po niej dzieci oraz matka.
Po ich śmierci podjął studia w Walencji, jednak z uwagi na swój wiek i kłopoty z nauką przerwał je i w 1571 roku wstąpił do Towarzystwa Jezusowego, aby odbyć nowicjat i zostać bratem zakonnym. Po skończeniu nowicjatu został wysłany do kolegium Palma na Majorce, gdzie był furtianem i spełniał różne posługi domowe.
Pomimo skromnego stanowiska w zakonie swoją postawą, życiem według zasad ascezy ignacjańskich Ćwiczeń duchownych i przeżyciami mistycznymi (spisanymi w autobiografii) brat Alfons wywierał duży wpływ na uczącą się w kolegium młodzież zakonną. Zaprzyjaźnił się ze św. Piotrem Klawerem, przyszłym apostołem Murzynów amerykańskich w Brazylii, w którym rozbudził zapał do pracy misyjnej.
Alfons Rodríguez zmarł w wieku 84 lat.

## Dzień obchodów
Jest patronem Towarzystwa Jezusowego (jezuitów).
Jego wspomnienie liturgiczne obchodzone jest 31 października, zarówno w Kościele katolickim jak i zakonie, w dzienną pamiątkę śmierci. Dzień ten jest również świętem braci w Towarzystwie Jezusowym.

## Beatyfikacja
Został beatyfikowany przez papieża Leona XII 15 stycznia 1825, a 6 września 1887 został kanonizowany wraz z Janem Berchmansem przez papieża Leona XIII.

## Ikonografia
w Ikonografii przedstawiany w habicie jezuickim i białej komży. Jego atrybuty to księga odnosząca się do prac z zakresu duchowości a w szczególności dzieła La pratica della perfezione e le virtù cristiane. Klucz u pasa przywołuje pełnioną przez niego funkcję klucznika i furtiana, różaniec symbolizuje jego nieustanne nabożeństwo ku czci Matki Bożej (przypisuje się mu nawet autorstwo godzinek), serce Jezusa i Maryi nawiązuje do szczególnego oddania kultowi serca Jezusa i Matki Bożej. 